# Nasty Nesta
Nasty Nesta, connu sous le nom Cotonou Boy, de son vrai nom Daniel Malangué, est un chanteur, compositeur de rap et homme d'affaires béninois.

## Biographie
Né le 9 septembre 1987 à Paris, Nasty Nesta décide en 2007 de se lancer dans le rap comme compositeur.
Il fonde le premier label discographique indépendant de hip-hop au Bénin, Taka Crew, puis devient en 2008 le directeur artistique du groupe diamant noir. Il fait partie des premiers artistes à signer avec le label béninois Cotonou City Crew (CCC). Quelques mois après, une collaboration est faite réunissant les artistes sur le single Où est ma monnaie avec le label, une mixtape qui fait remarquer l'artiste par sa prestation. Etant beaucoup plus actif avec le groupe, ils s'imposent très vite sur la scène du rap béninois. Sous sa casquette d'entrepreneur, il associe son image à plusieurs marques et entreprises ; il signe 2 ans de contrat avec Moov Benin qui le sollicite pour être brand Ambassador de l'événement Épic Nation aux côtés de son confrère Amir el présidente. Dans le cadre de la communication digital Nasty Nesta associe son image à Ylomi, une application mobile béninoise qui permet de trouver rapidement et facilement, des professionnels, fournissant des services ou biens dans plusieurs domaines,,,.

## Discographie

### Albums studio
- 2008 : Il le fallait (Cotonou City Crew)il le fallait , la première pépite de Nasty nesta

- 2018 : Noubiyoyo (Cotonou City Crew) NOUBIYOYO , qui veut dire Tout est neuf en langue fongbé est le deuxième album de Nasty Nesta sorti 10 ans après le premier

### Singles
L'artiste a à son compteur une dizaine de titres:
- 2008 : Repondeur
- 2010 : Ma perle rare(feat. Diamant noir)
- 2010 : Cabriolet
- 2010 : Pas l'temps de t'aimer(feat. Blaaz)
- 2010 : So Fine (feat. Highness)
- 2010 : Electric Love (feat. Kutson)
- 2010 : Te dire (feat. Shade)
- 2010 : Cash Luv (feat. D.A.C. & Shade)
- 2011 : Laisse-les parler
- 2011 : Diablesse
- 2011 : Number One
- 2011 : Jamais loin (feat. Jupiter)
- 2011 : Pour ma ville (feat. Iceberg & DAC)
- 2011 : Jamais loin (feat. Jupiter)
- 2011 : Soirée pop champagne (feat. Blaaz)
- 2013 : Last men standing (feat. Enighma et Blaaz)
- 2014 : ATHD (feat. Amir el presidente)
- 2015 : Show Me Love
- 2015 : Lucide
- 2017 : No palaba(feat. Fanicko)
- 2017 : Rien d'autre (feat. BISYD)
- 2017 : Faut pas me quitter (feat. Nikanor)
- 2017 : Gbô bo (feat. Amir el presidente)
- 2017 : Tu es bénis (.feat Keurblaan et Ayamey Prod)
- 2017 : Last Men Standing (feat. Enighma et Blaaz)
- 2018 : PDG
- 2018 : Ova
- 2018 : Dokpo gué (feat. Bizzy brayne)
- 2018 : Boto (feat. Black T Igwe) (Remix)[7]
- 2019 : Les Gos (feat. Black T Igwe)

## Mixtape
- 2011 : Je suis le rap africain[8]

## Compilations
- 2010 : Cotonou Boy feeling[9].

## Distinctions
Quatre fois nommé aux R&B Awards « meilleure mixtape de l'année 2012 ». Finaliste du prix RFI Découverte en 2019,.